# Nuraghe Paddaggiu
Le nuraghe Paddaggiu ou nuraghe Paddaju, est un nuraghe situé à Castelsardo, en Sardaigne, en Italie,.

## Présentation
Ce nuraghe est l'un des seuls encore visibles dans la région de Castelsardo. Sa structure était particulièrement complexe mais seule subsiste la tour. Cette dernière abrite en son sein une tholos. 
La tour possède les dimensions suivantes : 8,5 m de haut pour 11 m de diamètre.